# Tatort: Ein ganz normaler Fall
Ein ganz normaler Fall ist der Titel des 60. Tatort-Krimis mit Miroslav Nemec und Udo Wachtveitl als Kommissarsgespann Batic und Leitmayr. Der von der Bavaria Fernsehproduktion GmbH für Telepool und den Bayerischen Rundfunk produzierte Beitrag wurde am 27. November 2011 erstgesendet. In einer Synagoge wird ein Mann tot aufgefunden, was schwierige Ermittlungen für Batic und Leitmayr nach sich zieht, bei denen sie viel Fingerspitzengefühl brauchen.

## Handlung
Der 57-jährige Rafael Berger wird von dem streng gläubigen Juden Jonathan Fränkel tot an einem Treppenabsatz im Jüdischen Zentrum München aufgefunden. In die ihn umgebende Blutlache wurde das Wort „MOSER“ geschrieben. Die Kriminalhauptkommissare Ivo Batic und Franz Leitmayr werden gerufen. Von Martin Hirsch, einem Vorstandsmitglied, erfahren sie, dass Berger Unternehmer in der Möbelbranche gewesen sei. Warum er die Synagoge aufgesucht habe, könne er nicht sagen. Vielleicht wisse der Rabbiner Grünberg mehr. Berger habe erst kürzlich seine Tochter Leah durch Selbstmord verloren, sie sei sehr empfindsam gewesen, ein junger noch suchender Mensch. Die junge Frau sei von Rabbiner Grünberg seelsorgerisch betreut worden. Grünberg sei überaus gewissenhaft in allem, was er tue. Als die Kommissare mit Grünberg sprechen wollen, bemerken sie den leicht zurückgebliebenen Aaron Klein, der hoch oben auf einer gefährlich in die Tiefe gehenden Brüstung sitzt. Aaron braucht einen festen Tagesrhythmus, gibt es davon Abweichungen, fühlt er sich gestört. Batic gelingt es schnell, eine Verbindung zu dem jungen Mann herzustellen. Er sei der Schammes, der Assistent vom Rabbiner, meint er stolz, das könne nicht jeder machen, da müsse man gläubig sein. Er äußert gegenüber Batic, dass es ja nicht schlimm sei, wenn jemand sterbe, da er dann ja bei Gott sei.
Von Michael Grossmann, wie Berger Anteilseigner des Möbelunternehmens, erfahren die Kommissare, dass Leah sehr unter der Launenhaftigkeit ihres Vaters gelitten habe, die sich nach dem Tod seiner Frau vor vier Jahren noch verstärkt habe, und sich deshalb der Religion zugewandt habe. Er verweist auf Jonathan Fränkel. Leah habe die Fränkels in einem ihrer Häuser umsonst wohnen lassen. Ihr Vater habe nach Leahs Tod die Miete für die vergangene Zeit nachgefordert und gleichzeitig Räumungsklage erhoben.
Auf einem Überwachungsvideo sind Berger, Grünberg und der wegen Körperverletzung und Drogenmissbrauchs vorbestrafte Fränkel zu sehen. Fränkel wollte, dass Berger die Räumungsklage gegen die Familie zurücknimmt. Miriam Fränkel ergreift Partei für ihren Mann, der bestreitet, etwas mit dem Tod von Berger zu tun zu haben. Ihr Mann sei längst nicht mehr der Mensch, der er zur Zeit seiner Straftaten gewesen sei. Als die Kommissare ihn trotzdem mit aufs Kommissariat nehmen wollen, flieht Fränkel auf einen nahen Kinderspielplatz, wo er sich dann Handschellen anlegen lässt. Unglücklicherweise verliert er dabei seine Kippa. Auf dem Revier erklärt Batic ihm, dass er dringend des Mordes verdächtig sei und trotz des Sabbat in U-Haft bleiben müsse. In einem Gespräch erzählt Miriam Fränkel Batic, dass sie sich früher nicht viel um Religion geschert habe. Irgendwann jedoch habe sie zum Judentum gefunden und habe dann über Grünberg ihren Mann Jonathan kennengelernt. Als sie ihm zum ersten Mal begegnet sei, habe sie ihn noch für einen hoffnungslosen Fall gehalten, aber Grünberg habe an ihn geglaubt, und sie liebe ihren Mann von ganzem Herzen.
Als Batic und Leitmayr mit Rabbi Grünberg durch den Gang der Erinnerung geht, der mehr als 4500 Namen auflistet, erzählt er ihnen, dass es die Aufgabe eines Rabbis sei, nach außen unerschütterlich zu wirken. An Berger sei er immer wieder gescheitert, jedoch sei es diesem auch nicht gelungen, seine Tochter vom Judentum abzubringen. Leah sei unglaublich rein gewesen und habe sich unendlich viel Gedanken gemacht. Er habe wie ein Vater für sie gefühlt. Als Leitmayr Grünberg erzählt, dass sie Jonathan Fränkel festgenommen hätten, meint der Rabbi nur, er müsse an seiner Menschenkenntnis zweifeln, wenn Jonathan einen Mord begangen habe.
Als in der Zeitung Fotos erscheinen, die von zwei Jugendlichen während Fränkels Festnahme auf dem Kinderspielplatz geschossen worden sind, bedeutet das Ärger für die Kommissare, da die Zeitungen das groß aufmachen mit der Schlagzeile: „Deutscher Polizist nimmt jüdischen Mitbürger fest.“ Auch die verlorene Kippa wird erwähnt. Als die Beamten mit Claudia Schwarz vom jüdischen Zentrum sprechen, meint diese nur, sie sollten doch einfach vergessen, dass Fränkel Jude ist, und diesen Fall so behandeln, als sei es ein ganz normaler Fall.
Aus dem Obduktionsbericht entnehmen die Kommissare, dass Leah Berger im dritten Monat schwanger war, als sie in den Tod sprang. Bei einer Durchsuchung in Leahs Wohnung findet Batic ein kleines Tagebuch der jungen Frau, aus dem mehrere Seiten unsauber herausgerissen worden sind. Als der Kommissar Geräusche wahrnimmt und nachschaut, stößt er auf Michael Grossmann, der in der Wohnung etwas zu suchen scheint. Er gibt zu, dass er ein Verhältnis mit Leah gehabt habe, worauf er angesichts seiner kranken Frau nicht stolz sei. Leahs Vater habe davon nichts gewusst. Leah habe schwer unter ihrem Verhältnis gelitten, weshalb er es dann beendet habe. Als sie ihm von dem Kind erzählt habe, habe er sie gebeten, es abzutreiben, was sie aber nicht gewollt habe. Sie habe darauf regelrecht panisch reagiert.
Fränkel fühlt sich bei einer weiteren Vernehmung so in die Enge getrieben, dass er zugibt, Berger gestoßen zu haben, als der sich immer mehr in Rage redende Mann auf ihn losgegangen sei. Er sei selbst fassungslos über sich gewesen, Berger jedoch habe ihn nur ausgelacht und ihm gratuliert, dass er ihn nun auch noch wegen Körperverletzung rankriegen werde. Über sich selbst entsetzt, sei er dann weggelaufen, habe sich aber kurz darauf besonnen und bei seiner Rückkehr Berger tot auf der Treppe vorgefunden.
Batic und Leitmayr fassen noch einmal alle Ermittlungsergebnisse zusammen und kommen zu dem Schluss, dass Aaron Klein gelogen haben muss. Der junge Mann, der so akribisch an seinem Tagesplan klebte, will zur Zeit, als er eigentlich hätte fegen müssen, auf der Post gewesen sein. Mittels eines Aaron geschenkten nicht echten Polizeiausweises bringt Batic ihn dazu, mit ihm das Spiel zu spielen, so zu tun, als sei er der Verdächtige. Aaron meint, der Rafael Berger sei ein schlechter Mensch gewesen, er sei schuld an Leahs Tod. Er spricht auch davon, dass Berger mit Rabbi Grünberg ein lautstarkes Gespräch geführt habe. Als Batic Aaron bittet, ihm die Wahrheit zu sagen und zuzugeben, dass er gar nicht auf der Post war, schreit dieser ihn an, er sei link, würde sagen, er sei sein Freund, aber er wolle ihn nur hereinlegen. Wütend stößt er den Kommissar mit voller Wucht gegen die Wand, sodass dieser blutend zu Boden geht, und rennt hinauf zur Empore. Leitmayr folgt ihm und versucht beruhigend auf ihn einzureden. Er kann das Unglück jedoch nicht abwenden, Aaron springt und landet direkt vor Batics Füßen. Die Kommissare sind fassungslos. Aaron atmet noch und kommt ins Krankenhaus.
Es stellt sich heraus, dass Berger auf das von seiner Tochter in ihrem Tagebuch festgehaltene Geheimnis von Rabbi Grünberg gestoßen war und ihn damit erpressen wollte. Grünberg hatte sich seinerzeit in eine sehr schöne Frau verliebt, aus dieser Beziehung ging Aaron hervor. Als Rebecca, Aarons Mutter, und ihr Ehemann dann bei einem Busunglück umkamen, hatte der Rabbi den Jungen zu sich genommen, seine Vaterschaft aber verschwiegen. Mit fünf Jahren erkrankte Aaron, was seine Behinderung nach sich zog. In einem Gespräch gibt Grünberg zu, dass Aaron beobachtet habe, wie Berger ihn bedrohte, er gehe davon aus, dass der Junge ihn einfach nur habe schützen wollen. Als Aaron Bergers Telefongespräch mitbekommen habe, sei er so außer sich gewesen, dass er ihn die Treppe hinuntergestoßen habe. Er sei es auch gewesen, der dann mit dem Blut des Toten „MOSER“ auf den Boden geschrieben habe. Dabei handele es sich um ein altes Gesetz, das einem Juden erlaube jemanden zu töten, wenn er einem anderen Juden schade oder ihn verrate. Diese Uralt-Gesetze seien seinerzeit von manchen auch zur Rechtfertigung am Mord an Rabin herangezogen worden. Leitmayr rät Grünberg, endlich die Verantwortung für seinen Sohn zu übernehmen, er sei doch auch bereit gewesen, alles für dessen Mutter zu tun, warum dann nicht auch für ihn. Als der Rabbi zögert und meint, das könne er nicht, antwortet Leitmayr: „Einen Rabbi ohne Gottvertrauen braucht kein Mensch.“

## Produktion und Hintergrund
Arbeitstitel dieser Tatort-Folge waren Mord in der Synagoge und Ein ganz normaler Mord. Als Produktionsfirma fungierte die Burkert Bareiss Produktion der TV60 Film. Drehorte waren unter anderem das Jüdische Zentrum München und das StuCafé am Stammgelände der TU München.
Privates vom Team: In dieser Folge findet ein Wettbewerb zum besten Polizisten des Jahres statt. Batic hält davon im Gegensatz zu Leitmayr überhaupt nichts. Leitmayr bringt in Erfahrung, dass Batic, Griesmayer und er selbst vorn lägen. Leitmayr will auf jeden Fall Batic wählen. Der Kollege Griesmayer macht am Ende das Rennen.

## Rezeption

### Einschaltquoten
Die Erstausstrahlung von Ein ganz normaler Fall am 27. November 2011 wurde in Deutschland von insgesamt 8,39 Millionen Zuschauern gesehen und erreichte einen Marktanteil von 22,8 % für Das Erste; in der Gruppe der 14- bis 49-jährigen Zuschauer konnten 2,97 Millionen Zuschauer und ein Marktanteil von 19,5 % erreicht werden.
In Österreich wurden 681.000 Zuschauer und 22 Prozent Marktanteil erzielt.

### Kritik
„‚Ein ganz normaler Fall‘ lässt nichts aus, von den pseudo-hebräisch lateinischen Zier-Buchstaben, die die Namen im Vorspann attraktiv umnebeln über den kleinen Volkshochschulkurs jüdische Sitten und Gebräuche bis zum Dachau-Gedenkstätten-Besuch von Hauptkommissar Leitmayr als didaktische Schlusspointe. Umso beeindruckender ist es, was für einen gewitzten, bösen Film die Drehbuchautoren Daniel Wolf und Rochus Hahn sowie der Regisseur Torsten C. Fischer  für den Bayrischen Rundfunk trotzdem daraus gemacht haben.“

„Die Münchner Tatort-Kommissare Batic und Leitmayr ermitteln in der Synagoge. Es ist, als würde man einem Ereignishaufen beim Wachsen zusehen, erst ratlos, dann müde. Geplappert wird viel, der Plot hakt.“

„Der Titel ist in diesem Fall Programm: ‘Ein ganz normaler Fall’ heißt die ‘Tatort’-Folge aus München. Leider muss man das wörtlich nehmen. Die 60. Episode des Münchner-Gespanns Batic und Leitmayr ist nur biedere Krimi-Hausmannskost. Und das trotz eines eigentlich spannenden Themas: Ermittelt wird im jüdischen Gemeindezentrum.“

„In ‚Ein ganz normaler Fall‘ [...] gibt es diese tolle Szene, in der der Polizeichef angesichts der politischen Dimension des Falls zu besonderem Feingefühl mahnt. Und was tut Leitmayr, dieser durch und durch bayerisch-katholische Bub? Richtet sein Gesicht ins Profil, rollt bedeutungsvoll die Augen und zeigt auf seine große Nase. Dann raunt er, dass seine Großmutter ja Rebecca geheißen habe - und schon atmet sein Dienstherr auf: Ah, sehr gut, sollen die Juden das doch unter sich ausmachen. So fühlt er sich an, der Antisemitismus in seiner allerhöflichsten Form. Grandios, wie souverän die Münchner durch gesellschaftliche Problemzonen ihre Runden ziehen - mit robustem Humor und unverwüstlicher Chuzpe.“